# 김지민 (축구 선수)
김지민(한국 한자: 金智珉, 1993년 6월 5일 ~ )은 대한민국의 축구 선수이다. 포지션은 공격수이다. 

## 클럽 경력
2012시즌을 앞두고 유스 우선지명을 통해 부산 아이파크에 입단했다.
2017년 6월 내셔널리그의 김해시청으로 이적했다. 2017년 7월 21일 열린 천안시청과의 경기에서 김해 입단 이후 첫 골을 기록했다.
2018시즌 이적시장을 통해 K3리그 (아마추어)의 경주시민축구단에 입단했다. 2018년 7월 25일 부산 아이파크와의 FA컵 32강전에서 전반 22분 선제골을 기록했다. 하지만 팀은 2-3으로 패배했다.
2018년 여름 이적시장을 통해 포항 스틸러스에 입단했다. 2018년 8월 26일 전남 드래곤즈와의 경기에서 전반 27분 포항 이적후 첫 골을 기록했다. 하지만 팀은 3-2로 패배했다. 9월 2일 제주 유나이티드와의 경기에서 멀티골을 득점했다. 김지민의 멀티골로 포항은 2-2 무승부를 거두었다. 11월 25일 전북 현대 모터스와의 경기에서 후반 12분 페널티킥을 내주었다. 하지만 후반 40분 동점골을 기록하며 자신의 실수를 만회했다. 2018시즌 17경기에 출전해 4골 1도움을 기록했다. 2019년 3월 17일 경남 FC와의 경기에서 시즌 마수걸이 득점을 기록했다.
2019시즌 여름 이적시장에서 K리그2의 수원 FC로 임대되었다.
2020시즌을 앞두고 포항 스틸러스로 복귀했다. 2020년 2월, 사회복무요원으로 군 복무를 이행하기 위해 입대했다.
2020시즌 여름 이적시장에서 사회복무요원과 선수 생활 병행을 위해 K4리그의 진주시민축구단에 입단했다.

## 국가대표팀 경력
2012년 SBS컵 국제청소년 축구대회에 참여하는 대한민국 U-20 축구 국가대표팀 명단에 포함되었으며 이 대회에서 3경기를 뛰었다.